# Pattinaggio di figura ai XIX Giochi olimpici invernali
Ai XIX Giochi olimpici invernali di Salt Lake City (Stati Uniti), vennero assegnate medaglie in quattro specialità del pattinaggio di figura. Le gare si svolsero nel Salt Lake Ice Center. 

## Pattinaggio di figura maschile[1][2]
| Pos. | Atleta               | Nazione     | Prog. corto | Prog. libero | Punti |
| 1    | Aleksej Jagudin      | Russia      | 1           | 1            | 1,5   |
| 2    | Evgenij Pljuščenko   | Russia      | 4           | 2            | 4,0   |
| 3    | Timothy Goebel       | Stati Uniti | 3           | 3            | 4,5   |
| 4    | Takeshi Honda        | Giappone    | 2           | 4            | 5,0   |
| 5    | Alexander Abt        | Russia      | 5           | 5            | 7,5   |
| 6    | Todd Eldredge        | Stati Uniti | 9           | 6            | 10,5  |
| 7    | Michael Weiss        | Stati Uniti | 8           | 7            | 11,0  |
| 8    | Elvis Stojko         | Canada      | 7           | 8            | 11,5  |
| 9    | Li Chengjiang        | Cina        | 6           | 9            | 12,0  |
| 10   | Anthony Liu          | Australia   | 10          | 10           | 15,0  |
| 11   | Frédéric Dambier     | Francia     | 11          | 11           | 16,5  |
| 12   | Kevin van der Perren | Belgio      | 13          | 13           | 19,5  |
| 13   | Ivan Dinev           | Bulgaria    | 12          | 14           | 20,0  |
| 14   | Brian Joubert        | Francia     | 17          | 12           | 20,5  |
| 15   | Stéphane Lambiel     | Svizzera    | 16          | 16           | 24,0  |
| 16   | Zhang Min            | Cina        | 19          | 15           | 24,5  |
| 17   | Vakhtang Murvanidze  | Georgia     | 18          | 17           | 26,0  |
| 18   | Dmytro Dmytrenko     | Ucraina     | 21          | 18           | 28,5  |
| 19   | Roman Skorniakov     | Uzbekistan  | 20          | 19           | 29,0  |
| 20   | Li Yunfei            | Cina        | 14          | 23           | 30,0  |
| 21   | Sergei Davydov       | Bielorussia | 15          | 24           | 31,5  |
| 22   | Yosuke Takeuchi      | Giappone    | 24          | 20           | 32,0  |
| 23   | Gheorghe Chiper      | Romania     | 23          | 21           | 32,5  |
| 24   | Sergei Rylov         | Azerbaigian | 22          | 22           | 33,0  |

Non qualificati per il programma libero:
| Pos. | Atleta         | Nazione       |
| 25   | Zoltán Tóth    | Ungheria      |
| 26   | Angelo Dolfini | Italia        |
| 27   | Margus Hernits | Estonia       |
| 28   | Lee Kyu-hyun   | Corea del Sud |
| R    | Emanuel Sandhu | Canada        |

R = Ritirato.

## Pattinaggio di figura femminile[2]
| Pos. | Atleta             | Nazione     | Prog. corto | Prog. libero | Punti |
| 1    | Sarah Hughes       | Stati Uniti | 4           | 1            | 3,0   |
| 2    | Irina Sluckaja     | Russia      | 2           | 2            | 3,0   |
| 3    | Michelle Kwan      | Stati Uniti | 1           | 3            | 3,5   |
| 4    | Sasha Cohen        | Stati Uniti | 3           | 4            | 5,5   |
| 5    | Fumie Suguri       | Giappone    | 7           | 5            | 8,5   |
| 6    | Maria Butyrskaya   | Russia      | 5           | 6            | 8,5   |
| 7    | Jennifer Robinson  | Canada      | 8           | 7            | 11,0  |
| 8    | Júlia Sebestyén    | Ungheria    | 6           | 8            | 11,0  |
| 9    | Viktorija Volčkova | Russia      | 12          | 10           | 16,0  |
| 10   | Silvia Fontana     | Italia      | 11          | 12           | 17,5  |
| 11   | Elina Kettunen     | Finlandia   | 18          | 9            | 18,0  |
| 12   | Galina Maniachenko | Ucraina     | 15          | 11           | 18,5  |
| 13   | Sarah Meier        | Svizzera    | 9           | 16           | 20,5  |
| 14   | Elena Liashenko    | Ucraina     | 16          | 13           | 21,0  |
| 15   | Laëtitia Hubert    | Francia     | 14          | 15           | 22,0  |
| 16   | Vanessa Gusmeroli  | Francia     | 10          | 17           | 22,0  |
| 17   | Yoshie Onda        | Giappone    | 17          | 14           | 22,5  |
| 18   | Julia Soldatova    | Bielorussia | 22          | 18           | 29,0  |
| 19   | Idora Hegel        | Croazia     | 23          | 19           | 30,5  |
| 20   | Vanessa Giunchi    | Italia      | 21          | 20           | 30,5  |
| 21   | Zuzana Babiaková   | Slovacchia  | 20          | 21           | 31,0  |
| 22   | Mojca Kopač        | Slovenia    | 19          | 22           | 31,5  |
| 23   | Roxana Luca        | Romania     | 24          | 23           | 35,0  |
| R    | Tat'jana Malinina  | Uzbekistan  | 13          |              |       |

Non qualificate per il programma libero:
| Pos. | Atleta          | Nazione       |
| 25   | Stephanie Zhang | Australia     |
| 26   | Park Bit-na     | Corea del Sud |
| 27   | Julia Lebedeva  | Armenia       |

R = Ritirata.

## Pattinaggio di figura a coppie[2]
| Pos. | Atleti                                                        | Nazione       | Prog. corto | Prog. libero | Punti |
| 1    | Elena Berežnaja Anton Sicharulidze Jamie Sale David Pelletier | Russia Canada | 1 2         | N/A          |       |
| 2    | -                                                             | -             |             |              |       |
| 3    | Shen Xue Zhao Hongbo                                          | Cina          | 3           | 3            | 4,5   |
| 4    | Tat'jana Tot'mjanina Maksim Marinin                           | Russia        | 4           | 4            | 6,0   |
| 5    | Kyoko Ina John Zimmerman                                      | Stati Uniti   | 5           | 5            | 7,5   |
| 6    | Maria Petrova Aleksej Tichonov                                | Russia        | 6           | 6            | 9,0   |
| 7    | Dorota Zagórska Mariusz Siudek                                | Polonia       | 8           | 7            | 11,0  |
| 8    | Kateřina Beránková Otto Dlabola                               | Rep. Ceca     | 7           | 8            | 11,5  |
| 9    | Pang Qing Tong Jian                                           | Cina          | 10          | 9            | 14,0  |
| 10   | Jacinthe Larivière Lenny Faustino                             | Canada        | 13          | 10           | 16,5  |
| 11   | Zhang Dan Zhang Hao                                           | Cina          | 9           | 12           | 16,5  |
| 12   | Anabelle Langlois Patrice Archetto                            | Canada        | 14          | 11           | 18,0  |
| 13   | Tiffany Scott Philip Dulebhon                                 | Stati Uniti   | 11          | 13           | 18,5  |
| 14   | Mariana Kautz Norman Jeschke                                  | Germania      | 12          | 15           | 21,0  |
| 15   | Aljona Savchenko Stanislav Morozov                            | Ucraina       | 16          | 14           | 22,0  |
| 16   | Tatiana Chuvaeva Dmitri Palamarchuk                           | Ucraina       | 15          | 16           | 23,5  |
| 17   | Oľga Beständigová Jozef Beständig                             | Slovacchia    | 17          | 17           | 25,5  |
| 18   | Natalia Ponomareva Evgeni Sviridov                            | Uzbekistan    | 18          | 18           | 27,0  |
| 19   | Michela Cobisi Ruben De Pra                                   | Italia        | 19          | 19           | 28,5  |
| 20   | Maria Krasiltseva Artem Znachkov                              | Armenia       | 20          | 20           | 30,0  |

N/A = Posizione di classifica non assegnata.
La coppia russa aveva vinto il programma libero e la medaglia d'oro davanti alla coppia canadese. In seguito alla scoperta che un giudice aveva falsificato il risultato della gara venne assegnato l'oro a entrambe le coppie.

## Danza sul ghiaccio[2]
| Pos. | Atleta                                | Nazione       | CD1 | CD2 | OD | FD | Punti |
| 1    | Marina Anissina Gwendal Peizerat      | Francia       | 1   | 1   | 1  | 1  | 2,0   |
| 2    | Irina Lobačëva Il'ja Averbuch         | Russia        | 2   | 2   | 2  | 2  | 4,0   |
| 3    | Barbara Fusar Poli Maurizio Margaglio | Italia        | 3   | 3   | 3  | 3  | 6,0   |
| 4    | Shae-Lynn Bourne Victor Kraatz        | Canada        | 4   | 4   | 4  | 4  | 8,0   |
| 5    | Margarita Drobiazko Povilas Vanagas   | Lituania      | 5   | 5   | 5  | 5  | 10,0  |
| 6    | Galit Chait Sergej Sachnovskij        | Israele       | 6   | 6   | 6  | 6  | 12,0  |
| 7    | Albena Denkova Maxim Staviski         | Bulgaria      | 7   | 7   | 7  | 7  | 14,0  |
| 8    | Kati Winkler René Lohse               | Germania      | 8   | 8   | 8  | 8  | 16,0  |
| 9    | Olena Hrušyna Ruslan Hončarov         | Ucraina       | 10  | 10  | 10 | 9  | 19,0  |
| 10   | Tat'jana Navka Roman Kostomarov       | Russia        | 9   | 9   | 9  | 10 | 19,0  |
| 11   | Naomi Lang Peter Tchernyshev          | Stati Uniti   | 12  | 11  | 11 | 11 | 22,2  |
| 12   | Marie-France Dubreuil Patrice Lauzon  | Canada        | 11  | !2  | 12 | 12 | 23,8  |
| 13   | Silwya Nowak Sebastian Kolasiński     | Polonia       | 13  | 13  | 13 | 13 | 26,0  |
| 14   | Eliane Hugentobler Daniel Hugentobler | Svizzera      | 15  | 15  | 14 | 14 | 28,4  |
| 15   | Marika Humphreys Vitali Baranov       | Regno Unito   | 16  | 16  | 15 | 15 | 30,4  |
| 16   | Isabelle Delobel Olivier Schoenfelder | Francia       | 14  | 14  | 16 | 16 | 31,2  |
| 17   | Kristin Fraser Igor Lukanin           | Azerbaigian   | 17  | 17  | 18 | 17 | 34,6  |
| 18   | Federica Faiella Massimo Scali        | Italia        | 18  | 18  | 17 | 18 | 35,4  |
| 19   | Natalia Gudina Alexei Beletski        | Israele       | 19  | 19  | 19 | 19 | 38,0  |
| 20   | Kateřina Kovalová David Szurman       | Rep. Ceca     | 21  | 21  | 20 | 20 | 40,4  |
| 21   | Julia Golovina Oleg Voiko             | Ucraina       | 22  | 22  | 21 | 22 | 43,4  |
| 22   | Zhang Weina Cao Xianming              | Cina          | 23  | 23  | 23 | 21 | 44,0  |
| 23   | Beata Handra Charles Sinek            | Stati Uniti   | 20  | 20  | 22 | 23 | 44,2  |
| 24   | Yang Tae-hwa Lee Chuen-gun            | Corea del Sud | 24  | 24  | 24 | 24 | 48,0  |

CD 1 = Compulsory Dance 1 (Danza obbligatoria);
CD 2 = Compulsory Dance 2 (Danza obbligatoria);
OD = Danza originale;
FD = Free Dance (danza libera).

## Medagliere per nazioni
| Pos.   | Paese       | Oro | Argento | Bronzo | Totale |
| ------ | ----------- | --- | ------- | ------ | ------ |
| 1      | Russia      | 2   | 3       | 0      | 5      |
| 2      | Stati Uniti | 1   | 0       | 2      | 3      |
| 3      | Francia     | 1   | 0       | 0      | 1      |
| 3      | Canada      | 1   | 0       | 0      | 1      |
| 5      | Italia      | 0   | 0       | 1      | 1      |
| 5      | Cina        | 0   | 0       | 1      | 1      |
| Totale | Totale      | 5   | 3       | 4      | 12     |